# Aruma histrio
Genre
Espèce
Statut de conservation UICN

 LC  : Préoccupation mineure
Aruma histrio est une espèce de gobies, l'unique du genre Aruma (monotypique).

## Description
Elle mesure jusqu'à 6,5 cm.

## Répartition géographique
On la trouve dans le Pacifique jusqu'au golfe du Mexique.

## Taxinomie
Ce taxon admet le synonyme suivant :
- Gobiosoma histrio Jordan, 1884